# Анцута, Елена Брониславовна
Анцу́та Еле́на Бронисла́вовна (03 июля 1924, Мариинский Посад, Чувашская Республика — 16 мая 2020, Москва) — заслуженный архитектор России.

## Биография
Анцута Елена Брониславовна родилась в Мариинском Посаде. До рождения Елены Брониславовны её родители со старшей дочерью жили в Казани. Мама Елены была дочерью врача Дмитрия Михайловича Зверева. Елена Брониславовна со стороны отца имела польские корни, а со стороны матери — греческие. 
Будущий архитектор в детстве училась в музыкальной школе на фортепиано, любила петь и танцевать. Росла Елена Брониславовна в благополучной и счастливой семье, пока не начались репрессии. В 1937 году арестовали её отца и сразу же расстреляли, а в 1938 году арестовали маму. Елену во Владимир взяла к себе на воспитание тётя. 
Во время Великой Отечественной войны, будучи ещё школьницей, Елена рыла противотанковые рвы, была донором.
В 1942 году окончила школу. С намерением стать архитектором и предварительно сдав экзамены в Иваново, Елена поехала учиться в Московский архитектурный институт, который в то время находился в эвакуации в Ташкенте. 
В 1943 году возвращается учиться в Москву. Её учителями были такие архитекторы, как В. Ф. Кринский, И. С. Телятников, Л. Н. Павлов, Д. И. Бурдин и др. Дипломным проектом стал «Железнодорожный вокзал в городе Сочи» под руководством  Г. А. Зундблата и С. Х. Сатунца. Степан Сатунц позже стал мужем Елены Брониславовны. 
После института с 1948 года начала работала в мастерской им. академика В. А. Веснина, позже в Мосгражданпроекте. После нескольких самостоятельно и успешно выполненных проектов в 1951 году Елену Брониславовну приняли в Союз архитекторов СССР.
Через пять лет работы в мастерской Веснина Елена Брониславовна поступила на ФАУ МАрхИ.
Елена Брониславовна много путешествовала.  В 1958 году первой поездкой в Европу была Албания, с заездом в Грецию, а в 1963 году впервые побывала в Италии.
Елена Анцута — заслуженный архитектор России и лауреат престижных российских архитектурных премий. По её проектам построено много жилых домов, торговых и общественных центров, выставочных павильонов и учреждений отдыха.

## Проекты и постройки
- Павильон № 21 «Газовая промышленность» на ВДНХ
- Торговая галерея в Сочи